# Micropsammis noodti
Micropsammis noodti is een eenoogkreeftjessoort uit de familie van de Pseudotachidiidae. De wetenschappelijke naam van de soort is voor het eerst geldig gepubliceerd in 1975 door Mielke.